# Cassie del Isla
Cassie del Isla (Reunión, Ultramar francesa; 27 de abril de 1991) es una actriz pornográfica y modelo erótica francesa.

## Biografía
Nació en la pequeña isla de Reunión, al este de Madagascar, perteneciente al Departamento y región de ultramar de Francia en abril de 1991. En la adolescencia se trasladó hasta Toulouse (Francia), donde prosiguió estudios y tuvo varios trabajos en el sector de la hostelería y como bailarina en un club de estriptis.
En 2013 conoció al exparacaidista del ejército francés y dueño del club de estriptis Private Dorian del Isla, con el que inició una relación sentimental que acabó en matrimonio en 2015. Un año después, la pareja debutaría como actores pornográficos para el estudio francés Jacquie & Michel bajo la dirección de Tristan Seagal, amigo en común de ambos. Para cuando Cassie debutó como actriz en 2016, contaba 25 años.
Como actriz, ha trabajado con estudios tanto europeos como estadounidenses, destacando como Reality Kings, Mile High, Video Marc Dorcel, Fitness Rooms, 21Sextury, Evil Angel, Harmony Films, MET Art, Diabolic Video o Wicked Pictures.
En 2018 fue nominada en la primera edición de los Premios XBIZ Europa en la categoría de Mejor escena de sexo lésbico por Madame Eva and Her Girls. En 2019 debutaría en los Premios AVN con tres nominaciones: a la Artista femenina extranjera del año y a las Mejor escena de sexo anal en producción extranjera y Mejor escena de sexo lésbico grupal en producción extranjera, ambas por Military Misconduct. En 2020 repetiría en la categoría de Artista femenina extranjera del año y a la Mejor escena de sexo en producción extranjera por The Flight Attendants.
Ha grabado más de 420 películas como actriz.
Algunos trabajos suyos han sido A 40 Year Old Widow, Confessions of A Sinner, Good Things Come In Threes, Lady Dee, Oiled, Orgy For Cassie, Prisoner, Trick Or Treat, Undercover o Young and Perverted,

## Premios y nominaciones
| Año  | Ceremonia           | Resultado | Premio                                                       | Trabajo                      |
| ---- | ------------------- | --------- | ------------------------------------------------------------ | ---------------------------- |
| 2018 | Premios XBIZ Europa | Nominada  | Mejor escena de sexo lésbico                                 | Madame Eva and Her Girls     |
| 2019 | Premios AVN         | Nominada  | Artista femenina extranjera del año                          | —                            |
| 2019 | Premios AVN         | Nominada  | Mejor escena de sexo anal en producción extranjera           | Military Misconduct          |
| 2019 | Premios AVN         | Nominada  | Mejor escena de sexo lésbico grupal en producción extranjera | Military Misconduct          |
| 2020 | Premios AVN         | Nominada  | Artista femenina extranjera del año                          | —                            |
| 2020 | Premios AVN         | Nominada  | Mejor escena de sexo en producción extranjera                | The Flight Attendants        |
| 2020 | Premios XBIZ Europa | Nominada  | Mejor escena de sexo glamcore                                | 5 PM                         |
| 2021 | Premios AVN         | Nominada  | Artista femenina extranjera del año                          | —                            |
| 2022 | Premios AVN         | Nominada  | Artista femenina extranjera del año                          | —                            |
| 2022 | Premios AVN         | Nominada  | Mejor escena de sexo internacional                           | Eiffel Thoughts              |
| 2022 | Premios AVN         | Nominada  | Mejor escena de sexo anal internacional                      | Furious                      |
| 2023 | Premios AVN         | Nominada  | Artista femenina extranjera del año                          | —                            |
| 2024 | Premios XBIZ        | Nominada  | Mejor escena de sexo en película protagonista                | Love, Sex & Throuple Trouble |